# Durchmesser

Die Länge der roten Linie bezeichnet man als Durchmesser

Der Durchmesser (griechisch διάμετρος diámetros) eines Kreises oder einer Kugel ist der größtmögliche Abstand zweier Punkte der Kreislinie oder der Kugeloberflächenpunkte. Beim Kreis ist dies die längstmögliche Sehne. Der Durchmesser eines Rotationskörpers ist die längste Sehne senkrecht zur Rotationsachse des Körpers. Ein gebräuchliches Durchmesserzeichen ist der diagonal durchgestrichene Kreis (Ø).

## Geometrie
Der Durchmesser eines Kreises oder einer Kugel entspricht dem Abstand zwischen den Schnittpunkten mit einer Geraden, die durch den Mittelpunkt verläuft. Auch in höherdimensionalen Fällen ist der Durchmesser die Länge der Strecke, die aus einer Geraden durch den Mittelpunkt der Sphäre (des Kreises, der Kugel, der {\displaystyle n}-Sphäre …) ausgeschnitten wird. Auch diese Strecke selbst wird gelegentlich als ein Durchmesser der Sphäre bezeichnet.
Die Hälfte eines Durchmessers wird Radius {\displaystyle r} genannt. Das Verhältnis vom Umfang {\displaystyle U} eines Kreises zum Durchmesser {\displaystyle d} ist die Kreiszahl {\displaystyle \pi =3{,}14159\dots } und bei einem Kreis gilt daher
{\displaystyle d={\frac {U}{\pi }}=2r}.

### Innen- und Außendurchmesser

Kreisring mit Innendurchmesser, Außendurchmesser und Ringbreite

Im Falle eines Kreisrings oder eines Hohlzylinders unterscheidet man zwischen dem inneren und äußeren Durchmesser, genannt Innen- und Außendurchmesser.
Zur Abgrenzung werden meist verschiedene Formelzeichen verwendet, z. B. {\displaystyle d}, {\displaystyle d_{i}} oder {\displaystyle D_{i}} für den Innen- und {\displaystyle D}, {\displaystyle d_{a}} oder {\displaystyle D_{a}} für den Außendurchmesser.
Analog wird {\displaystyle r={\frac {d}{2}}} als Innenradius und {\displaystyle R={\frac {D}{2}}} als Außenradius bezeichnet. Die Differenz von Außen- und Innenradius {\displaystyle b=R-r} nennt man bei Kreisringen Ringbreite und bei Hohlkörpern Wanddicke.

### Durchmesser in metrischen Räumen
Eine mathematische Verallgemeinerung ist der Durchmesser einer Menge {\displaystyle M} in einem metrischen Raum {\displaystyle X}. Er ist definiert als das Supremum aller Abstände je zweier Punkte des Raumes,
{\displaystyle \operatorname {diam} (M):=\sup\{d(x,y):x,y\in M\}}.
Für Kreise und Kugeln in euklidischen Räumen stimmt diese Definition mit dem oben genannten geometrischen Begriff überein.

### Beispiele
- Das reelle Einheitsintervall {\displaystyle I=[0,1]\subset \mathbb {R} } hat den Durchmesser {\displaystyle \operatorname {diam} (I)=1}.
- Im euklidischen Raum {\displaystyle \mathbb {R} ^{n}} haben die offene Einheitskugel {\displaystyle B_{\mathbb {R} ^{n}}},  die abgeschlossene Einheitskugel {\displaystyle {\overline {B_{\mathbb {R} ^{n}}}}} und die zugehörige Einheitssphäre {\displaystyle S^{n-1}\subset {\overline {B_{\mathbb {R} ^{n}}}}\;(n=2,3,\ldots )}  den gemeinsamen Durchmesser {\displaystyle \operatorname {diam} (B_{\mathbb {R} ^{n}})=\operatorname {diam} ({\overline {B_{\mathbb {R} ^{n}}}})=\operatorname {diam} (S^{n-1})=2}.

## Technik
Technische Formeln werden bevorzugt so aufgebaut, dass der Durchmesser und nicht der Radius als Variable enthalten ist, da sich der Durchmesser mit den werkstattüblichen Messmitteln (z. B. Messschieber) direkt ermitteln und dann in der Formel anwenden lässt.
In technischen Zeichnungen und Texten wird das Durchmesserzeichen ⌀ (U+2300) den Maßzahlen von Kreisformen vorangestellt. Früher wurde dies Zeichen nur dann verwendet, wenn die Kreisform nicht sofort erkennbar war, d. h. beispielsweise bei der Schnittdarstellung von Bohrungen oder Durchgangsbohrungen. Laut DIN 406-11 von 1992 ist das Durchmesserzeichen seither in jedem Fall voran zu setzen.
Beispiele für Hohlkörper mit Innen- und Außendurchmesser sind Unterlegscheiben, Schläuche, Rohre, Hohlwellen und Wälzlager.
Bei Rohren und Schläuchen wird der genormte Innendurchmesser Nennweite genannt. Der Begriff Nenndurchmesser wird branchenabhängig für Innen- oder Außendurchmesser benutzt.

### Messverfahren
Für die Messung und Prüfung von Durchmessern eignen sich abhängig von der Größenordnung verschiedene Messmethoden. Sowohl Innen- als auch Außendurchmesser können mit Messschrauben und Messschiebern gemessen werden.
Größere Durchmesser lassen sich auch durch Koordinatenmessgeräte erfassen. Für kleine Durchmesser im Mikrometer-Bereich eignen sich optische Messverfahren, wie Lasermikrometer.
Zur Prüfung von Durchmessern eines Werkstücks können Grenzlehren verwendet werden.

## Weitere Begriffsverwendungen
- Durchmesser (Graphentheorie) – der maximale Abstand zweier Knoten in einem Graphen
- Äquivalentdurchmesser – der Durchmesser einer zu einem gegebenen Körper äquivalenten Kugel
  - Aerodynamischer Durchmesser – Äquivalentdurchmesser bezüglich der Aerodynamik
- Biparietaler Durchmesser – der Querdurchmesser des kindlichen Kopfes im Mutterleib
- Idealkritischer Durchmesser – eine Kenngröße in der Stahlherstellung
- Konjugierte Durchmesser – einander zugeordnete Durchmesser bei Kegelschnitten